# Папужець-ваза малий
Папужець-ваза малий (Coracopsis nigra) — вид папугоподібних птахів родини Psittaculidae. Ендемік Мадагаскару. Населяє мангрові болота та вічнозелені ліси.

## Підвиди
Визнано два підвиди:
- Coracopsis nigra libs Bangs 1927 — захід, південь Мадагаскару[5][6]
- Coracopsis nigra nigra (Linnaeus, 1758) — східний Мадагаскар[5][6]

Колишні підвиди C. barklyi і C. sibilans, виділені як окремі види.

## Опис
Птахи виростають до 35 см у довжину і є меншими за схожих на вигляд папужців-ваз великих (Coracopsis vasa).Вида має переважно коричнево-чорний колір, за винятком злегка сірого підхвістя. Дзьоб світлий (у період розмноження темніший, тоді оперення має зеленуватий відлив), райдужка темно-коричнева. Навколо очей є вузьке, голе, рожево-коричневе очне кільце, яке не доходить до основи дзьоба. Лапи рожево-коричневі.

## Спосіб життя
Ці папуги ведуть денний спосіб життя і живуть групами від 3 до 15 тварин. Там, де багато їжі, разом може зібратися до 50 тварин. Вони найбільш активні рано вранці, пізно вдень і вночі при повному місяці. Харчується насінням і плодами. У сільськогосподарських районах птахи їдять велику кількість кукурудзи, рису та маніока.
Папуги гніздяться в дуплах. Вони розмножуються в спекотний сезон дощів з грудня по березень або квітень. Кладка розташована на великій висоті (не менше 15 м над землею) і складається з 2-3 білих яєць.